# Rob Scholte

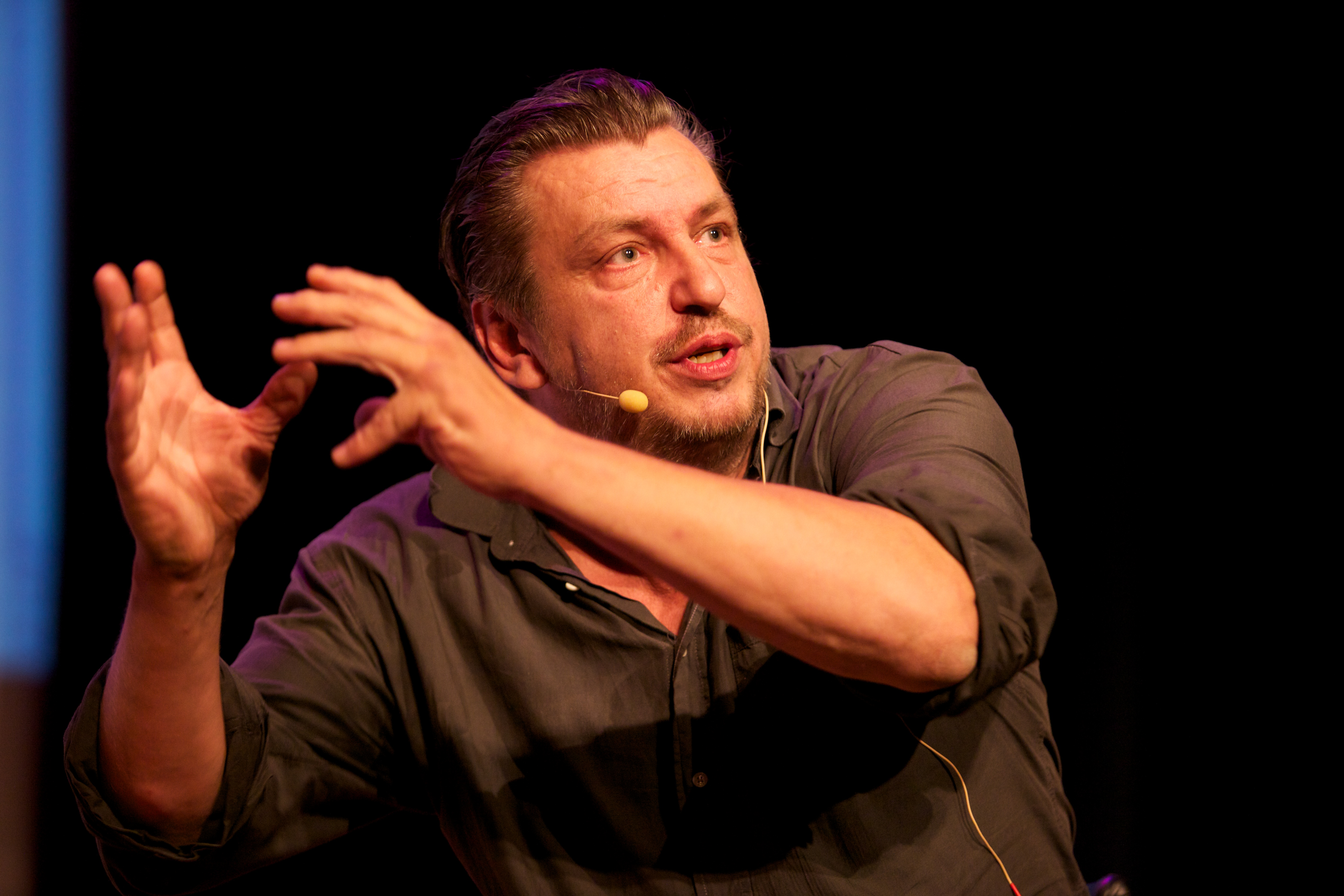
Rob Scholte 2010 während einer Lesung auf dem Incubate-Festival in Tilburg

Rob Scholte (* 1. Juni 1958 in Amsterdam) ist ein niederländischer Maler, Bildhauer, Installationskünstler, Collagekünstler und Hochschullehrer.

## Ausbildung und Leben
Wegwerf-Materialien des Alltags sammelte Scholte seit seinem 16. Lebensjahr und verwendete sie später für seine künstlerischen Arbeiten. Scholte studierte zunächst 1975 an der Acadademie Minerva in Groningen und 1976 an der Vrije Acadademie in Den Haag. Von 1977 bis 1982 studierte er an der Gerrit Rietveld Academie Malerei und audiovisuelle Medien in Amsterdam. Von 1988 bis 1994 lebte Scholte in Brüssel.
Rob Scholte hatte Lehraufträge an zahlreichen Kunstakademien, wie zum Beispiel der Gerrit Rietveld Academie, dem Sandberg Institut in Amsterdam 1988 und der Königlich Dänischen Kunstakademie 1991 in Kopenhagen. Von 1993 bis 1998 unterrichtete er als Professor für Malerei an der Kunsthochschule Kassel. Von 1999 bis 2001 an der Artesis Hogeschool Antwerpen.
Von 1994 bis 1997 war Scholte mit der Fotografin und Schauspielerin Mirjam Hoogendijk verheiratet. Rob Scholte ist Vater von zwei Kindern und seit 2006 mit Lijsje Snijder verheiratet. Scholte lebt und arbeitet in Punta del Hidalgo auf Teneriffa (Spanien) und in Bergen (Noord-Holland) (Niederlande).

## Attentat
Am 24. November 1994 verlor Rob Scholte beide Unterschenkel durch die Explosion einer Autobombe, die am Chassis seines blauen BMWs in der Laurierstraat in Amsterdam angebracht war. Seitdem ist er auf einen Rollstuhl angewiesen. Über viele Jahre hat Scholte mit traumatischen Folgebelastungen und psychischen Einschränkungen zu kämpfen.

Der Schriftsteller Joost Zwagerman hatte 1989 seinen Roman „Gimmick“ veröffentlicht, in dem er die Kunstszene in Amsterdam als einen Schmelztiegel aus Drogen-, Spielschulden und Geldwäscherei darstellte. Dieser Roman wurde zum Zeitpunkt des Anschlags auf Rob Scholte ein Nährboden für Gerüchte aller Art, und es kursierten Vermutungen über Verbindungen Rob Scholtes in das zwielichtige Milieu der Amsterdamer Unterwelt. Das Attentat wurde als Vergeltung dafür angesehen, dass er Verpflichtungen nicht nachgekommen sei. Rob Scholte vermutete den Täter unter seinen Künstlerkollegen.

„Zu meinen Fehlern gehörte es, dass ich nicht bescheiden war, sagt er selbstkritisch. Ich provozierte meine Freunde. Neid kam auf. Hass. Holland ist ein Land ohne Berge. Wenn dort einer zu hoch hinauswächst, wird er platt gemacht.“

Er sprach öffentlich Verdächtigungen gegen Künstlerkollegen aus, etwa den Dichter Koos Dalstra, der ihn seinerseits wegen Verleumdung verklagte und den Prozess zu seinen Gunsten entschied.
Rob Scholte beauftragte den Detektiv Jeroen van Oostveen, weitere Indizien zu sammeln. Das Attentat ist nicht aufgeklärt worden und das Ermittlungsverfahren wurde 2002 eingestellt.
Die offiziellen polizeilichen Ermittlungen gehen davon aus, dass das Attentat dem Rechtsanwalt Oscar Hammerstein gegolten hat, der ebenfalls einen blauen BMW 325i fuhr, der zudem noch ein ähnliches Nummernschild wie Scholtes Wagen hatte. Diese Ähnlichkeiten sollen zu einer Verwechslung seitens des Täters geführt haben, zumal auch der andere BMW unweit der Laurierstraat abgestellt war. 1995 wurde ein Molotowcocktail gegen das Fenster seines Hauses auf Teneriffa geworfen.
Von 1996 bis 1999 unterhielt Scholte in seinem Haus auf Teneriffa ein Atelier ähnlich den barocken Werkstattgepflogenheiten des 17. Jahrhunderts mit ausführenden Mitarbeitern. Seit 1996 folgten wechselnde Wohnsitze in den Niederlanden und auf Teneriffa. Im nordholländischen Den Helder hat er in den 2010er Jahren in einem alten Postgebäude sein eigenes Museum gegründet.

## Werk
Das heterogene Werk umfasst figurative Malerei und Druckgrafik sowie Collagen aus unterschiedlichsten Wegwerf-Materialien des Alltags, die er seit seinem 16. Lebensjahr obsessiv sammelt. Insbesondere illustrierte Drucksachen, Reklameschriften, auch Metall und Textilien häufte er an.
Rob Scholte debütierte 1982 mit Kinderbuchillustrationen. In seiner figurativen Malerei in Acryl, Öl und Mischtechniken zitiert, plagiiert und variiert er Motive aus Kunst und Medien, die ihm den Habitus einbringen, ein koning van de kopieerkunst zu sein. Die thematische Triplizität von Original, Kopie und Copyright spielt im gesamten Werk eine konstituierende und wichtige Rolle. Er rekurriert das frühe Hauptwerk Utopia 1986 in der Figurenkomposition auf die Olympia von 1863 von Édouard Manet, die sich ihrerseits auf die Venus von Urbino von 1538 von Tizian bezieht. Scholte zitiert keine von beiden Varianten, sondern setzt eine in der Kitsch- und Trivialkunst ikonisch verankerte Variante dieses Aktmotivs als Holzgliederpuppe mit afrikanischer Dienerfigur in Szene. Ein Kunstkritiker fand heraus, dass es sich bei Scholtes Variante um eine unlautere Bildkopie nach einer englischen Vorlage handelte. Auf diesen Vorwurf reagierte 1988 Scholte mit dem persiflierenden Gemälde Nostalgia. Als sein Selbstporträt von 1988 stellte Scholte zudem ein gelbes Copyright-Signet © auf rotem Grund dar.
Rob Scholte bearbeitet die Probleme der Wiedergabe und des Selbstverständnisses der Malerei und der Kunst ganz allgemein.
Seinen größten Auftrag erhielt er 1990 im Gesamtkopiewerk Huis ten Bosch, in einem japanischen Vergnügungspark bei Nagasaki. Von 1991 bis 1995 entstand auf über 1000 Quadratmetern das kunstzitatenreiche Wand- und Deckengemälde Aprés nous le déluge. Das Monumentalwerk wurde von zwölf Assistenten nach Scholtes Vorgaben ausgeführt. Die vom Boden bis zur Decke ausgeschmückte Oranjesaal-Kopie macht Scholte zu einem psychedelischen Tempel.
Nach 2000 steht die alltägliche Bilderflut aus den Massenmedien im Mittelpunkt seiner kritischen Kunst. Herausragend sind hier die phillumenistischen Collagenserien und -installationen Luzifer im Paradies aus den Jahren 2006 bis 2009 und auch die Werkgruppe Plug-Ins von 2000.
Die sorgfältig gemalten Arbeiten werden von seinen Assistenten produziert und sowohl von den Assistenten als auch ihm signiert.

## documenta 8 Beiträge
Für die documenta 8 stellte er einen Jahrmarktsautomaten im Narrenkostüm aus, der eine Skizze vor sich hielt. Bei Betätigung der Handkurbel wurde immer das gleiche Lied gespielt. Zudem stellte er ein Bild mit einem Barocktisch mit einer blau geäderten Marmorplatte auf, auf dem sich eine Zeichnung befindet. Er täuschte hierdurch die Wirklichkeit vor.

## Werke (Auswahl)
- 1991–1995 Après nous le déluge „Nach uns die Sintflut“ Sein bislang größtes Wand–und Deckengemälde (1200 m²) schuf er (mit zwölf Assistenten und eigens für den Raum entworfenen Möbeln von Harald Vlugt) mit dem Kriegsbild im japanischen Nagasaki, das sich im wiederaufgebauten Gebäude der Niederländischen Palastresidenz befindet.[2][8]
- 1988 Selbstporträt: ein gelbes Copyrightzeichen auf rotem Grund
- 1984 E=mc²: eine subtile Hommage an Albert Einstein. Die Täuschung liegt im Detail: Die vier Ziffern der fotorealistisch dargestellten Uhr zeigen eine unmögliche Uhrzeit an. 13 Uhr 97

## Einzelausstellungen (Auswahl)
- 2012: Mount Lucifer in paradise Galerie Frank Taal, Rotterdam
- 2011: Rob Scholte Zakdoeken Project Space, Amsterdam
- 2009: Lucifer in paradise Galerie Scala, Berlin
- 2008: Rob Scholte Mount Luzifer Kunstbunker – Forum für zeitgenössische Kunst, Nürnberg
- 2007: Rob Scholte Galería Leyendecker, Santa Cruz de Tenerife
- 2006: Rob Scholte Heitsch Gallery, München[8]
- 1987: Kunstverein Kassel, Kassel

## Gruppenausstellungen (Auswahl)
- 2018: Lebensläufe Rob Scholtes Schüler, Kunstverein Kassel, Kassel
- 2017: Frans Hals Museum: Humor, Haarlem
- 1990: stattete er den Niederländischen Pavillon auf der Biennale Venedig aus
- 1987: documenta 8, auf dem er mit einer Bild im Bild-Persiflage zu dem berühmten Werk von Edvard Munch Der Schrei Furore machte, bei dem der Maler in Gestalt eines aufziehbaren Blechclowns zu sehen war.